# Rồng rộc ngực vàng
Rồng rộc hay Rồng rộc ngực vàng (danh pháp khoa học: Ploceus philippinus) là một loài chim trong họ Ploceidae. Loài này được tìm thấy trên khắp Tiểu lục địa Ấn Độ và Đông Nam Á. Loài chim này tập trung thành đàn ở các đồng cỏ, khu vực trồng trọt, bụi cây và khu vực cây mọc thứ cấp và chúng được biết đến nhiều nhất với tổ có hình dạng vặn lại được đan từ lá. Tổ thường được tìm thấy trên những cây có gai hoặc lá cọ và tổ thường được xây dựng gần nước hoặc treo trên mặt nước nơi những kẻ săn mồi không thể tiếp cận dễ dàng. Chúng phổ biến và phổ biến trong phạm vi của chúng nhưng thiên về di chuyển cục bộ, theo mùa chủ yếu là để đối phó với mưa và thức ăn sẵn có.
Trong số các biến thể dân số, năm phân loài được công nhận. Phân loài chỉ định philippinus được tìm thấy qua phần lớn lục địa Ấn Độ trong khi burmanicus được tìm thấy ở phía đông vào Đông Nam Á. Dân số ở phía tây nam Ấn Độ tối hơn ở trên và được gọi là phân loài travancoreensis. 

## Phân loài, chủng
- P. p. philippinus (Linnaeus, 1766): Pakistan, Ấn Độ (trừ tây nam và đông bắc), Sri Lanka và nam Nepal.
- P. p. travancoreensis Ali & Whistler, 1936: Tây nam Ấn Độ.
- P. p. burmanicus Ticehurst, 1932: Bhutan, đông bắc Ấn Độ, Bangladesh qua Myanmar tới tây nam Trung Quốc.
- P. p. angelorum Deignan, 1956: Trung, nam Thái Lan tới nam Lào.
- P. p. infortunatus Hartert, 1902: Nam Myanmar, tây và nam Thái Lan, Campuchia, nam Việt Nam, Malaysia bán đảo, Borneo, Sumatra, Java và Bali.

## Linh tinh
Khi định danh loài này, Carl Linnaeus đã nhầm khi cho rằng mẫu vật thu được từ Philippines. Trên thực tế, mẫu vật thu được từ Sri Lanka và loài này không sinh sống ở Phillipines.